# Aliens in the Attic
Aliens in the Attic (även känd som They Came From Upstairs) är en amerikansk komedi/drama som hade premiär 31 juli 2009 i USA och 20 oktober 2009 i Skandinavien. 
I filmen medverkar bland annat Robert Hoffman, Ashley Tisdale, Carter Jenkins, Henri Young, Regan Young och Austin Butler. Filmen spelades in på Auckland, Nya Zeeland.

## Handling
En grupp tonåringar tar det lugnt på sin semester hemma i Maine. Plötsligt börjar utomjordingar invadera jorden, och med hjälp av andra måste Bethany, Ricky, Tom, Lee och Art samarbeta för att göra sig av med utomjordingarna för att kunna rädda sina hem, eller till och med... världen.

## Skådespelare
- Robert Hoffman - Ricky
- Ashley Tisdale - Bethany Pearson
- Carter Jenkins - Tom Pearson
- Gillian Vigman - Nina Pearson
- Henri Young - Art Pearson
- Regan Young - Lee Pearson [1]
- Tim Meadows - Doug Armstrong
- Austin Butler - Jake
- Ashley Boettcher - Hannah Pearson
- Kevin Nealon - Stuart Pearson
- Andy Richter[1]
- Doris Roberts - Nana[1]